# جریان پس‌رو
جریان پس‌رو (انگلیسی: Slipstream) به ناحیه‌ای از عقبِ یک جسم متحرک می‌گویند که در آن، دنباله و رَدی از یک سیال (معمولاً آب یا هوا)، با سرعتی مشابه و قابل قیاس با جسم متحرک اصلی، در حرکت است. این واژه را برای ناحیهٔ متحرک نزدیک به جسمی که مایعی در اطرافش در حال حرکت است (مثلاً آب‌شیار پشت قایق‌ها و کشتی‌های تندرو)، نیز به‌کار می‌برند.
اگر جریان پس‌رو در اثر توربولانس باشد، فشار کمتری از سیال پیرامونی شی دارد. اما اگر جریان، آرام باشد، فشار پشتِ جسم بیشتر از سیال پیرامونی است.
شکل شی یا جسم، تعین‌کنندهٔ قدرت جریان پس‌رو است. در حالت معمول، هر چه جسمی آیرودینامیک‌تر باشد، جریان پس‌رو ضعیف‌تر است؛ مثلاً وقتی جلوی جسمی گرد و گلوه‌مانند است، آشفتگی کمتری ایجاد می‌شود و جریان آرام است.